# Asarkina incompleta
Asarkina incompleta är en tvåvingeart som beskrevs av Charles Howard Curran 1928. Asarkina incompleta ingår i släktet Asarkina och familjen blomflugor. Inga underarter finns listade i Catalogue of Life.